# Siegfried Heinimann
Siegfried Heinimann (n. 13 aprilie 1917, Olten, Cantonul Solothurn, Elveția – d. 15 iunie 1996, Berna, Berna, Elveția) a fost un lingvist elvețian, specialist în limbi romanice.

## Date biografice
A studiat la Berna (ca elev al lingvistului Karl Jaberg), apoi la Geneva, Florența, Roma și Paris. Între 1946 și 1982 a fost profesor de filologie romanică la Universitatea din Berna. Preocupările sale de bază au fost: formarea limbilor romanice scrise și literare, dialectologia, stilistica, lexicologia, limbile romanice (specializat pe franceză și italiană), limba lui Dante și începuturile limbii scrise în Engadine. El a jucat un rol esențial în realizarea operei lui Samuel Singer, Thesaurus proverbiorum medii aevi (14 volume, 1995-2002).

## Opera
- Das Abstraktum in der französischen Literatursprache des Mittelalters, 1963.
- Romanische Literatur- und Fachsprachen in Mittelalter und Renaissance, 1987.
- Oratio dominica romanice, 1988.